# 嚴稜
嚴稜，馮翊臨晉人。北魏官员。
於北魏太宗泰常年（公元416年－423年）間官拜平遠將軍，獲封為郃陽侯，代理荊州刺史。年九十歲卒於家中。

## 延伸阅读
[在维基数据编辑]
 《魏書·卷43》，出自魏收《魏书》

## 參閱
- 《魏書》卷四十三列傳第三十一